# Тест на Роршах
Тестът на Роршах е метод за психологическо оценяване, в което възприятието на субекта за мастилени петна е записвано и после се анализира посредством и в зависимост от интуитивните прозрения на психолога, сбор от научноустановени алгоритми или и двете. Някои психолози използват този тест, за да се опитат да проучат личностните характеристики и емоционалното функциониране на пациентите си. Употребява се за диагностициране на разстройствата на несъзнателните мисли и различаването на психотичното от непсихотичното мислене в случаи, в които пациентът не е склонен да показва открито психотично мислене. Името на теста идва от неговия създател — швейцарския психолог Херман Роршах.

## Галерия
- Тест на Роршах с мастилени петна
- Първа карта
- Втора карта
- Трета карта
- Четвърта карта
- Пета карта
- Шеста карта
- Седма карта
- Осма карта
- Девета карта
- Десета карта